# Portale d'accesso di palazzo Orsini

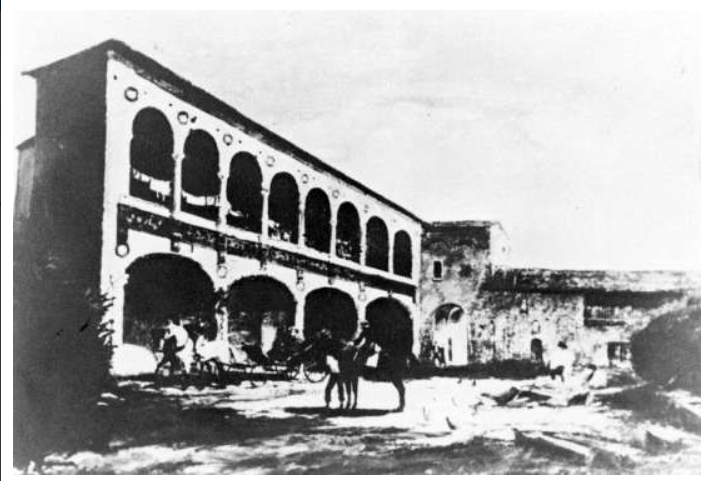
Ghedi, palazzo Orsini

Il portale d'accesso di palazzo Orsini, conservato al Victoria and Albert Museum di Londra, è uno dei pochi elementi architettonici sopravvissuti al quasi totale crollo di palazzo Orsini, eretto a Ghedi nei primi anni del XVI secolo.

## Storia
Niccolò Orsini fece erigere a Ghedi un palazzo signorile a partire dalla fine del XV secolo, adibendolo a sua dimora dopo essere stato nominato capitano generale della Serenissima. Egli, tuttavia, non poté godere a lungo del soggiorno nell'edificio vista l'improvvisa morte che lo colse, a Lonigo, durante gli eventi della Lega di Cambrai. Non vi sono fonti circa il proseguimento e l'ultimazione dei lavori presso l'abitazione, il cui costruttore rimane ignoto.
Il portale del palazzo fu salvato dalla demolizione che coinvolse, quasi per intero, la struttura rinascimentale durante il XIX secolo, quando entrò in possesso della famiglia nobile dei Mondella. Il portale, allora scevro d'ogni ornamento e decorazione, eccettuati i capitelli e, forse, i dadi basamentali, fu proposto per 300 lire all'antiquario milanese G. Baslini, il quale declinò l'offerta. L'elemento architettonico fu successivamente acquistato dall'antiquario Molinari di Cremona con l'intento di volerlo esportare, motivo per cui lo affidò, tra il 1872 ed il 1879, allo scultore Pietro Faitini affinché lo completasse e rendesse un'opera del cinquecento. Nel 1885, il portale fu infine venduto a Londra da Molinari al Victoria and Albert Museum, rifilandolo per rinascimentale.

## Descrizione
Il portale è decorato con motivi militari, testimoniati dalla presenza di corazze, alabarde, lance, aste ed insegne militari; i decori nel loro complesso sono imitazioni della scultura rinascimentale bresciana della chiesa di Santa Maria dei Miracoli e del palazzo della Loggia di Brescia. Lungo le lesene laterali si trovano dei medaglioni nei quali figurano ritratti di vari imperatori romani, come Tiberio e Tito. L'elemento è diffusamente impreziosito da motivi floreali e vegetali, richiamo all'arte classica e rinascimentale; peraltro nel fregio sono presenti figure classicheggianti ispirate a Tritone, creature marine e putti alternati a leoni ed aquile, il tutto delimitato da due coppie d'angeli intenti a suonare strumenti musicali. Il fregio rinascimentale è sostenuto da due capitelli corinzi ritraenti degli stemmi, uno dei quali è quello della famiglia Orsini, mentre le velette, incluse tra l'arco ed il fregio, accolgono due cavità in cui sono inseriti due busti, anch'essi di vocazione classica. Infine, sui due pilastri più interni si ripete più volte l'iscrizione apocrifa MDXV.